# Jan Svátek
Jan Svátek (* 24. května 1983) je bývalý český fotbalový útočník, naposledy hrající za český klub FK Litoměřicko.